# Précondition
Une précondition est une condition appliquée au début d'un calcul ou d'une fonction informatique, et permettant d'en valider le résultat.

## Expression B de précondition
Si P est un prédicat et S une substitution, P | S, qui se lit : le prédicat P préconditionne la substitution S, est défini par :
```
[P | S] I ⟺ P & [S] I 
```

qui se lit : 
La substitution conditionnée [P | S] établit I si et seulement si P et ("et" logique) la substitution S établit que I est vrai.
Du fait du &, si la précondition P est fausse, P & [S] I est faux. 
P | S a une forme syntaxique : 
```
PRE P THEN S END
```